# Václav Trégl
Václav Trégl, né le 10 décembre 1902 à Bělá pod Bezdězem et mort le 11 février 1979 à Prague, est un acteur tchécoslovaque.

## Biographie
Membre du Théâtre libéré, il a tourné dans 120 films entre 1933 et 1977. Il a aussi été membre du Théâtre Akropolis de 1927 à 1935.

## Filmographie
- 1933 : The Inspector General
- 1934 : Workers, Let's Go (en)
- 1934 : Poslední muž (en)
- 1934 : The Little Pet (en)
- 1935 : Hrdina jedné noci (en)
- 1935 : Jedenácté přikázání (en)
- 1935 : Long Live with Dearly Departed (en)
- 1936 : The Seamstress
- 1936 : Father Vojtech
- 1937 : Andula Won (en)
- 1937 : A Step into the Darkness
- 1937 : Lawyer Vera (en)
- 1938 : Ducháček Will Fix It (en)
- 1938 : Škola základ života (en)
- 1939 : U pokladny stál... (en)
- 1940 : Baron Prášil
- 1940 : Arthur and Leontine (en)
- 1942 : Barbora Hlavsová (en)
- 1946 : Le Bachelier malicieux
- 1951 : Le Boulanger de l'empereur
- 1958 : Aventures fantastiques
- 1961 : Le Baron de Crac
- 1976 : Marečku, podejte mi pero!